# 国鉄タキ7100形貨車 (2代)
国鉄タキ7100形貨車（こくてつタキ7100がたかしゃ）は、かつて日本国有鉄道（国鉄）に在籍した私有貨車（タンク車）である。

## 概要
本形式は、セメント専用の35t 積タンク車として1963年（昭和38年）12月26日に1両（タキ7100）が新三菱重工業にて製作された。その後本形式は増備されることなく、形式消滅まで1形式1両のみであった。試作的要素が多かったと思われる。
落成当時の所有者は野沢石綿セメントであり、近江鉄道多賀線の多賀駅（現在の多賀大社前駅）を常備駅とした。1966年（昭和41年）2月17日に、三菱商事へ名義変更され、常備駅は水島臨海鉄道港東線の東水島駅へ移動した。
タンク体は普通鋼（一般構造用圧延鋼材）製で形状はタキ9900形のような魚腹型異径胴、荷役方式はエアスライド＋圧送方式でタンク上部の排出管から荷卸しを行う。
圧送方式の採用はサイロへ直接圧送する事で、地上の移送設備を省略することを目的としていた。使用圧力は1.9kg/cm2、水平距離で35m、垂直方向に11.5m （直径3インチの配管の場合） セメントを送ることが出来た。
車体色は黒、寸法関係は全長は11,700mm、全幅は2,709mm、全高は3,844mm、台車中心間距離は7,600mm、実容積は31.5m3、台車はベッテンドルフ式のTR41Cである。
1968年（昭和43年）3月7日に廃車となり同時に形式消滅となった。製造より約4年と短命な形式であった。